# وينغرو (باكينجهامشير)
وينغرو (بالإنجليزية: Wingrave)‏ هي قرية تقع في المملكة المتحدة في إنجلترا.  يقدر عدد سكانها بـ 1,512 نسمة .